# Erzbistum Morelia

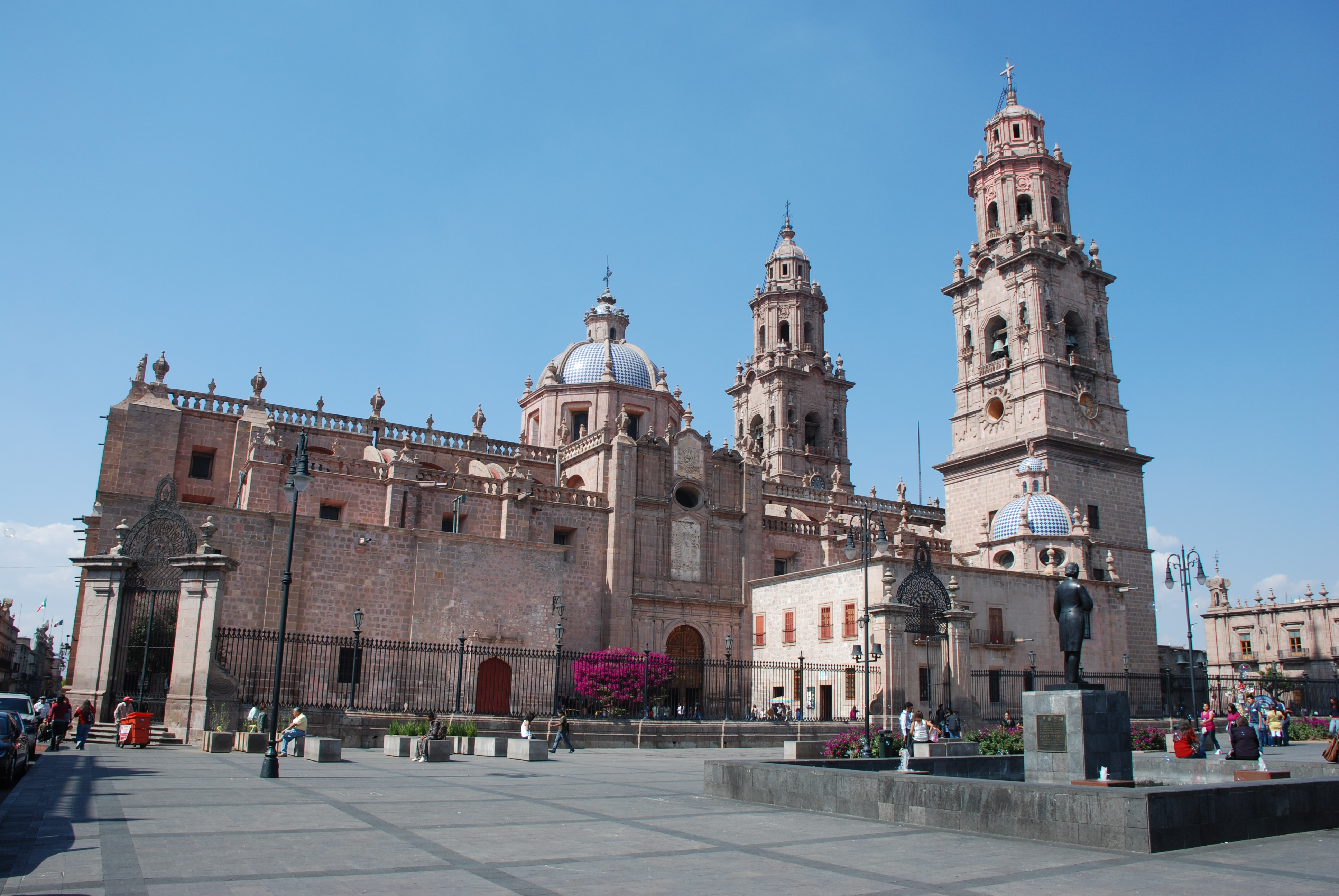
Kathedrale Transfiguración de Jesús in Morelia

Das Erzbistum Morelia (lateinisch Archidioecesis Moreliensis, spanisch Arquidiócesis de Morelia) ist eine in Mexiko gelegene römisch-katholische Erzdiözese mit Sitz in der Stadt Morelia, Michoacan.

## Geschichte
Das Erzbistum Morelia wurde am 11. August 1536 durch Papst Paul III. mit der Päpstlichen Bulle Illius fulciti praesidio aus Gebietsabtretungen des Bistums Mexiko-Stadt als „Bistum Michoacán“ errichtet und dem Erzbistum Sevilla als Suffraganbistum unterstellt. Am 12. Februar 1546 wurde das Bistum Michoacán dem Erzbistum Mexiko-Stadt als Suffraganbistum unterstellt. Das Bistum Michoacán gab am 13. Juli 1548 Teile seines Territoriums zur Gründung des Bistums Guadalajara ab. Weitere Gebietsabtretungen erfolgten am 15. Dezember 1777 zur Gründung des Bistums Linares o Nuevo León und am 31. August 1854 zur Gründung des Bistums San Luis Potosí. Am 26. Januar 1863 gab das Bistum Michoacán Teile seines Territoriums zur Gründung der Bistümer León, Querétaro und Zamora ab.
Das Bistum Michoacán wurde am 26. Januar 1863 durch Papst Pius IX. mit der Päpstlichen Bulle Catholicae Romanae Ecclesiae zum Erzbistum erhoben. Am 16. März 1863 gab das Erzbistum Michoacán Teile seines Territoriums zur Gründung des Bistums Chilapa ab. Eine weitere Gebietsabtretung erfolgte am 26. Juli 1913 zur Gründung des Bistums Tacámbaro. Das Erzbistum Michoacán wurde am 22. November 1924 in „Erzbistum Morelia“ umbenannt. Am 13. Oktober 1973 gab das Erzbistum Morelia Teile seines Territoriums zur Gründung des mit der Apostolischen Konstitution Scribae illi Evangelico errichteten Bistums Celaya ab. Eine weitere Gebietsabtretung erfolgte am 3. Januar 2004 zur Gründung des mit der Apostolischen Konstitution Venerabiles Fratres errichteten Bistums Irapuato.

## Ordinarien

### Bischöfe von Michoacán
- Vasco de Quiroga, 1536–1565
- Antonio Ruíz de Morales y Molina OS, 1566–1572, dann Bischof von Tlaxcala
- Juan de Medina Rincón y de la Vega OSA, 1574–1588
- Alfonso Guerra OP, 1592–1596
- Domingo de Ulloa OP, 1598–1601
- Andrés de Ubilla OP, 1603–1603
- Juan Fernández de Rosillo, 1603–1606
- Baltazar de Covarrubias y Múñoz OSA, 1608–1622
- Alonso Orozco Enriquez de Armendáriz Castellanos y Toledo OdeM, 1624–1628
- Francisco de Rivera y Pareja OdeM, 1629–1637
- Marcos Ramírez de Prado y Ovando OFM, 1639–1666, dann Erzbischof von Mexiko-Stadt
- Payo Enríquez de Rivera Manrique OSA, 1668, dann Erzbischof von Mexiko-Stadt
- Francisco Antonio Sarmiento y Luna OSA, 1668–1674, dann Bischof von Almería
- Francisco Verdín y Molina, 1673–1675
- Francisco de Aguiar y Seijas y Ulloa, 1677–1680, dann Erzbischof von Mexiko-Stadt
- Antonio de Monroy OP, 1680
- Juan Ortega y Montañés, 1682–1699, dann Erzbischof von Mexiko-Stadt
- García Felipe de Legazpi y Velasco Altamirano y Albornoz, 1700–1704, dann Bischof von Tlaxcala
- Manuel de Escalante Colombres y Mendoza, 1704–1708
- Felipe Ignacio Trujillo y Guerrero, 1713–1721
- Francisco de la Cuesta OSH, 1723–1724
- Juan José de Escalona y Calatayud, 1728–1737
- José Félix Valverde, 1738–1741
- Francisco Pablo Matos Coronado, 1741–1744
- Martín de Elizacoechea, 1745–1756
- Pedro Anselmo Sánchez de Tagle, 1757–1772
- Luis Fernando de Hoyos y Mier, 1773–1776
- Juan Ignacio de la Rocha, 1777–1782
- Francisco Antonio de San Miguel Iglesia Cajiga OSH, 1783–1804
- Marcos de Moriana y Zafrilla, 1805–1809
- Manuel Abad y Queipo, 1811
- Juan Cayetano José María Gómez de Portugal y Solis, 1831–1850
- Clemente de Jesús Munguía y Núñez, 1850–1863

### Erzbischöfe von Michoacán
- Clemente de Jesús Munguía y Núñez, 1863–1868
- José Ignacio Árciga Ruiz de Chávez, 1868–1900
- Atenógenes Silva y Álvarez Tostado, 1900–1911
- Leopoldo Ruiz y Flóres, 1911–1924

### Erzbischöfe von Morelia
- Leopoldo Ruiz y Flóres, 1924–1941
- Luis María Altamirano y Bulnes, 1941–1970
- Manuel Martín del Campo Padilla, 1970–1972
- Estanislao Alcaraz y Figueroa, 1972–1995
- Alberto Kardinal Suárez Inda, 1995–2016
- Carlos Garfias Merlos, seit 2016